# سانت آگوستی د یوکانس
سانت آگوستی د یوکانس (به اسپانیایی: Sant Agustí de Lluçanès) یک شهرستان در اسپانیا است که در بارسلون واقع شده‌است.